# 吉川潮
吉川 潮（よしかわ うしお、1948年8月1日 - ）は、日本の演芸評論家、小説家、コラムニスト。ルポライターのほか、放送作家。
妻は、粋曲（色物）の柳家小菊（落語協会所属）。日本文芸家協会会員。駄句駄句会同人、俳号は「駄郎（だろう）」。

## 来歴
茨城県真壁郡下館町（現・筑西市）出身。父親は長唄の岡安喜三四郎。姉と妹がおり、三人の名付け親は西條八十。
1971年立教大学経済学部卒業。
ルポライターのほか、放送作家として「青島幸男のお昼のワイドショー」などの構成を担当する一方、1979年から演芸評論家として演芸評、コラムを書き始める。1980年「小説現代」で小説家としてデビュー。
落語立川流の顧問であったが、2014年11月に辞任した。

## 著書
- 『芸人奇行録・本当か冗談か』白夜書房 1988　「突飛な芸人伝」新潮文庫　「完本・突飛な芸人伝」河出文庫
- 『あのころの風 青春ロマン』実業之日本社 1989
- 『昭和ルーニバース伝』講談社 1989
- 『人情色のTokio』実業之日本社 1991　「極道貯金」ランダムハウス講談社文庫
- 『狼の眼』（徳間書店、1992年）のち双葉文庫

1995年に映画化
- 『躍る白球』広済堂出版 1992
- 『斬り込み―平成残侠伝』（双葉社、1992年）のち文庫

1997年に映画化
- 『シンデレラの叫び』双葉社 1992
- 『千秋楽の酒』講談社 1992
- 『人生球場二死満塁』広済堂出版 1993
- 『相談屋マスター』実業之日本社 1993　のちランダムハウス講談社文庫
- 『ホンペンの男たち』実業之日本社 1994 のちランダムハウス講談社文庫
- 『獅子の肖像 小説・歌舞伎役者三代』青樹社 1995
- 『江戸前の男―春風亭柳朝一代記』（新潮社、1996年）のち文庫

第16回新田次郎文学賞受賞作
- 『江戸っ子だってねぇ―浪曲師広沢虎造一代』（日本放送出版協会、1998年）のち新潮文庫
- 『浮かれ三亀松』（新潮社、2000年）のち文庫
- 『許せん!テレビ犯科帳』（講談社、2000年）
- 『本牧亭の鳶』（新潮社、2001年）
- 『わが愛しの芸人たち』河出書房新社 2003
- 『芸人の了見』河出書房新社 2004
- 『流行歌 西條八十物語』（新潮社、2004年 / ちくま文庫、2011年1月）

第18回尾崎秀樹記念・大衆文学研究賞（評論・伝記部門）受賞作
- 『芸人お好み弁当』山藤章二絵 講談社 2005
- 『芸能鑑定帖』牧野出版 2006
- 「吉川潮芸人小説セレクション」ランダムハウス講談社 2007

第1巻「江戸前の男 春風亭柳朝一代記」
第2巻「江戸っ子だってねえ 浪曲師廣澤虎造一代」
第3巻「浮かれ三亀松」
第4巻「千秋楽の酒」
第5巻「本牧亭の鳶」
- 『芝居の神様　島田正吾・新国劇一代』（新潮社、2007年 / ちくま文庫、2011年4月）
- 『人生、成り行き 談志一代記』立川談志 聞き手 新潮社 2008　のち文庫
- 『恋する幇間』ポプラ社 2008
- 『月亭可朝の「ナニワ博打八景(ばくちばっけい)」 金持たしたらあかん奴』竹書房 2008
- 『戦後落語史』新潮新書 2009
- 『落語の国芸人帖』河出書房新社 2009
- 『コント馬鹿　小説（ゆーとぴあ）ホープ』（芸文社、2010年）ISBN 9784863960367
- 『待ってました! 花形落語家、たっぷり語る』新潮社 2011
- 『談志歳時記 名月のような落語家がいた』新潮社 2012
- 『芸人という生きもの』新潮選書 2015 ISBN 978-4106037658
- 『深川の風 昭和の情話それぞれに』dZERO, 2016
- 『毒舌の作法 あなたの"武器"となる話し方&書き方、教えます』 ワニブックスPLUS新書 2017
- 『我が愛しの歌謡曲  昭和・平成・令和のヒット・パレード』 ワニブックスPLUS新書  2021 ISBN 978-484706185-1
- 『いまも談志の夢をみる 落語立川流、家元と顧問の五十年』 光文社 2022年12月 ISBN 978-4334953478

### 共著
- 『爺の暇つぶし もてあます暇をもてあそぶ極意、教えます』島敏光共著 (ワニブックス|PLUS|新書
- 『爺は旅で若返る』島敏光共著. 牧野出版, 2017
- 『爺の手習い 定年が待ち遠しくなる習い事体験10』島敏光共著 (ワニブックス|PLUS|新書 2018

## 注
1. ↑  『文藝年鑑』2006年
2. ↑  中村美彦の一筆啓上 2008年9月14日
3. 1 2 3 4  日外アソシエーツ現代人物情報
4. ↑  朝日新聞人物データベース
5. ↑  吉川潮『流行歌　西條八十物語』新潮社、2004年9月25日、338頁。ISBN 4104118044。
6. ↑  吉川潮 新潮社
7. ↑  筑摩書房
8. ↑  日刊ゲンダイ2015年1月20日号（1月19日発売）第6面連載「没後3年談志後の落語界」（吉川潮）